# Герб Західного Папуа
Герб Західного Папуа був прийнятий у 1971 році, коли було проголошено пропоновану Республіку Західне Папуа. Малюнок на щиті був у формі прапора колишньої Нідерландської Нової Гвінеї, прапора Ранкової Зірки. Щит підтримує мамбруцький голуб, який тримає у своїх правих пазурах барабан та пучок стріл у лівих, а також оточений головною аркою з девізом «Один народ, одна душа». Герб натхненний фронтисписом памфлету під назвою "De Papoea’s roepen Nederland " (англ. "The Papua’s call for the Netherlands") опубліковано в 1951 році.